# Fern Rock Transportation Center
El Centro de Transporte de Fern Rock  es una estación de ferrocarril en la línea de la Calle Broad del Metro de Filadelfia. La estación se encuentra localizada en Nedro Avenue y Calle 10 en Filadelfia, Pensilvania. La estación del Centro de Transporte de Fern Rock fue inaugurada el 9 de septiembre de 1956. La Autoridad de Transporte del Sureste de Pensilvania (por sus siglas en inglés SEPTA) es la encargada por el mantenimiento y administración de la estación. La estación sirve como la terminal norte y patio de maniobras de la línea de la Calle Broad al igual que para las líneas Lansdale/Doylestown, Warminster y West Trenton del Ferrocarril Regional SEPTA.

## Descripción
La estación del Centro de Transporte de Fern Rock cuenta con 2 plataformas centrales y 1 plataforma lateral y 5 vías. La estación también cuenta con 639 de espacios de aparcamiento.

## Conexiones
La estación es abastecida por las siguientes conexiones: 
- Rutas de autobuses SEPTA: 4, 28, 57, 70